# Teorema de los tres momentos
El teorema de los tres momentos o teorema de Clapeyron es una relación deducida de la teoría de flexión de vigas y usada en análisis estructural para resolver ciertos problemas de flexión hiperestática. Fue demostrado por Émile Clapeyron a principios del siglo XIX.

## Enunciado
Dada una viga continua de material elástico lineal sobre varios apoyos simples, los momentos flectores en tres apoyos consecutivos satisfacen la relación:

(1){\displaystyle M_{k-1}L_{k}+2M_{k}(L_{k}+L_{k+1})+M_{k+1}L_{k+1}=-6\left({\frac {\Omega _{k}D_{k}}{L_{k}}}+{\frac {\Omega _{k+1}d_{k+1}}{L_{k+1}}}\right)\,},

donde:
{\displaystyle M_{k}\,}, momento flector en el apoyo central, apoyo k-ésimo.
{\displaystyle M_{k-1}\,}, momento flector en el apoyo a la izquierda, apoyo (k-1)-ésimo.
{\displaystyle M_{k+1}\,}, momento flector en el apoyo a la derecha, apoyo (k+1)-ésimo.
{\displaystyle L_{k}\,}, longitud del tramo de viga entre el apoyo (k-1)-ésimo y el apoyo k-ésimo
{\displaystyle L_{k+1}\,}, longitud del tramo de viga entre el apoyo k-ésimo y el apoyo (k+1)-ésimo.
{\displaystyle \Omega _{k},\Omega _{k+1}\,}, área de los momentos flectores isostáticos en los tramos {\displaystyle L_{k}\,} y {\displaystyle L_{k+1}\,}:

(2)
{\displaystyle \Omega _{k}=\int _{0}^{L_{k}}{\mathcal {M}}_{iso}^{(k)}(x)dx,\qquad \qquad \Omega _{k+1}=\int _{0}^{L_{k+1}}{\mathcal {M}}_{iso}^{(k+1)}(x)dx}

{\displaystyle D_{k},d_{k}\,} son las distancias a los centroides de los diagramas de momentos flectores por la derecha y por la izquierda; el producto de estos por las áreas respectivas se puede calcular como:

(3)
{\displaystyle D_{k}={\frac {1}{\Omega _{k}}}\int _{0}^{L_{k}}x{\mathcal {M}}_{iso}^{(k)}(x)dx,\qquad \qquad d_{k}={\frac {1}{\Omega _{k+1}}}\int _{0}^{L_{k+1}}(L_{k+1}-x){\mathcal {M}}_{iso}^{(k+1)}(x)dx}

## Casos particulares

### Carga continua y uniforme
Una fórmula frecuentemente empleada para tableros de puentes, viga y otros elementos con una carga uniforme es un caso particular del teorema de los tres momentos:

{\displaystyle M_{k-1}L_{k}+2M_{k}(L_{k}+L_{k+1})+M_{k+1}L_{k+1}=-\left({\frac {qL_{k}^{3}}{4}}+{\frac {qL_{k+1}^{3}}{4}}\right)}

### Cálculo de áreas y distancias
Las fórmulas integrales (2) y (3) no resultan cómodas en el caso general, sin embargo, para los casos más frecuentes de carga es posible calcular el área del diagrama de momentos isostáticos de cada tramo, y los centros de gravedad de estas áreas. Para un tramo de longitud L las magnitudes anteriores son:
| Tipo de carga       | {\displaystyle q_{i}(x)\,} | {\displaystyle {\mathcal {M}}_{iso}^{i}(x)}                                           | {\displaystyle \Omega _{i}\,}                                        | {\displaystyle D_{i}\,}                           | {\displaystyle d_{i}\,}                          |
| ------------------- | --- | ------------------------------------------------------------------------------------- | -------------------------------------------------------------------- | ------------------------------------------------- | ------------------------------------------------ |
| Uniforme            | {\displaystyle q\,} | {\displaystyle {\frac {q}{2}}x(L-x)}                                                  | {\displaystyle {\frac {qL^{3}}{12}}}                                 | {\displaystyle {\frac {L}{2}}}                    | {\displaystyle {\frac {L}{2}}}                   |
| Puntual             | {\displaystyle P\delta (x-a),\ 0\leq a\leq L\,} | ___                                                                                   | {\displaystyle {\frac {Pa(L-a)}{2}}}                                 | {\displaystyle {\frac {L+a}{3}}}                  | {\displaystyle {\frac {2L-a}{3}}}                |
| Triangular          | {\displaystyle q{\frac {x}{L}}} | {\displaystyle {\frac {qL^{2}}{6}}\left[{\frac {x}{L}}-{\frac {x^{3}}{L^{3}}}\right]} | {\displaystyle {\frac {qL^{3}}{24}}}                                 | {\displaystyle {\frac {8L}{15}}}                  | {\displaystyle {\frac {7L}{15}}}                 |
| Potencial           | {\displaystyle q{\frac {x^{n}}{L^{n}}}} | ___                                                                                   | {\displaystyle {\frac {qL^{3}}{2(n+2)(n+3)}}}                        | {\displaystyle {\frac {2L}{3}}{\frac {n+3}{n+4}}} | {\displaystyle {\frac {L}{3}}{\frac {n+6}{n+4}}} |
| Uniforme inicial    | {\displaystyle {\begin{cases}q&0\leq x\leq a\\0&a\leq x\leq L\end{cases}}}                                                                              | ___                                                                                   | {\displaystyle {\frac {qa^{2}}{12}}(3L-2a)}                          | {\displaystyle {\frac {2L^{2}-a^{2}}{2(3L-2a)}}}  | {\displaystyle L-D_{i}\,}                        |
| Uniforme centrada   | {\displaystyle {\begin{cases}0&0\leq x\leq {\frac {L}{2}}-c\\q&{\frac {L}{2}}-c\leq x\leq {\frac {L}{2}}+c\\0&{\frac {L}{2}}+c\leq x\leq L\end{cases}}} | ___                                                                                   | {\displaystyle qc\left({\frac {L^{2}}{4}}-{\frac {c^{2}}{3}}\right)} | {\displaystyle {\frac {L}{2}}}                    | {\displaystyle {\frac {L}{2}}}                   |
| Senoidal            | {\displaystyle q_{0}\sin {\frac {\pi x}{L}}} | {\displaystyle {\frac {q_{0}L^{2}}{\pi ^{2}}}\sin {\frac {\pi x}{L}}}                 | {\displaystyle {\frac {2q_{0}L^{3}}{\pi ^{3}}}}                      | {\displaystyle {\frac {L}{2}}}                    | {\displaystyle {\frac {L}{2}}}                   |
| Triangular centrada | {\displaystyle {\begin{cases}{\frac {qx}{L}}&0\leq x\leq {\frac {L}{2}}\\q-{\frac {qx}{L}}&{\frac {L}{2}}\leq x\leq L\end{cases}}}                      | ___                                                                                   | {\displaystyle {\frac {5qL^{3}}{192}}}                               | {\displaystyle {\frac {L}{2}}}                    | {\displaystyle {\frac {L}{2}}}                   |

### Teorema de los dos momentos
El teorema de los dos momentos es similar pero relaciona el momento flector en dos apoyos consecutivos pero requiere que uno de ellos sea un empotramiento. Si se tiene un empotramiento a la izquierda y otro apoyo simple a la derecha, el teorema de los dos momentos establece que la relación entre ambos es:

(4a){\displaystyle 2M_{k}+M_{k+1}=-6\left({\frac {\Omega _{k+1}d_{k+1}}{L_{k+1}^{2}}}\right)}

Expresión que puede obtenerse como caso límite del teorema de los tres momentos anterior haciendo {\displaystyle \Omega _{k}=0\,} y {\displaystyle L_{k}\to 0\,}.
Si el empotramiento está a la derecha y el apoyo simple a la izquierda la expresión es:

(4b){\displaystyle M_{k-1}+2M_{k}=-6\left({\frac {\Omega _{k}D_{k}}{L_{k}^{2}}}\right)}

Que también se obtiene de la expresión de los tres momentos haciendo {\displaystyle \Omega _{k+1}=0\,} y {\displaystyle L_{k+1}\to 0\,}

### Cálculo de reacciones
Una vez determinados los momentos hiperestáticos con ayuda del teorema de los tres momentos el cálculo de reacciones verticales en cada uno de los apoyos se puede hacer fácilmente con ayuda de la siguiente fórmula:

(5){\displaystyle R_{k}=\overbrace {\left({\frac {M_{k-1}-M_{k}}{L_{k}}}+{\mathcal {R}}_{iso}^{(k)+}\right)} ^{izquierda(V_{k}^{-})}+\overbrace {\left({\frac {M_{k+1}-M_{k}}{L_{k+1}}}+{\mathcal {R}}_{iso}^{(k+1)-}\right)} ^{derecha(V_{k}^{+})}}

Donde alguno de los términos anteriores debe tomarse igual a cero en el caso de los apoyos extremos por ser inexistente. Y donde:
{\displaystyle {\mathcal {R}}_{(iso)}^{(k)-}}, es la reacción isostática en el apoyo de la izquierda del k-ésimo vano,
{\displaystyle {\mathcal {R}}_{(iso)}^{(k)+}}, es la reacción isostática en el apoyo de la derecha del k-ésimo vano.
Obviamente:

{\displaystyle {\mathcal {R}}_{iso}^{(k)-}=\left({\frac {d{\mathcal {M}}_{iso}^{(k)}}{dx}}\right)_{x=0},\qquad {\mathcal {R}}_{iso}^{(k)+}=\left({\frac {d{\mathcal {M}}_{iso}^{(k+1)}}{dx}}\right)_{x=L_{k+1}}}

## Ejemplos

### Carga continua en dos vanos

Viga continua de tres apoyos con carga continua

Momentos flectores para viga continua de tres apoyos con carga continua

- Viga continua con carga uniforme en toda su longitud, siendo las dos longitudes iguales, en este caso, reflejado en la figura de la derecha el teorema de los tres momentos lleva a:

{\displaystyle M_{A}L+2M_{B}(L+L)+M_{C}L=-6\left({\frac {\Omega _{AB}L}{L}}+{\frac {\Omega _{BC}L}{L}}\right)}

Teniendo en cuenta que en este caso {\displaystyle \scriptstyle M_{A}=M_{C}=0} por ser los extremos de la viga articulados, usando la fórmula de cálculo del áreas y distancias conveniente ({\displaystyle \scriptstyle \Omega _{AB}=\Omega _{BC}=qL^{3}/12}) y sustituyendo en la ecuación anterior se tiene que:

{\displaystyle M_{B}=-{\frac {qL^{2}}{8}}}

y el diagrama de momentos flectores es como el de la figura de la derecha, y viene dado por:

{\displaystyle M_{fz}(x)={\begin{cases}-{\frac {q}{8}}Lx+{\frac {q}{2}}x(L-x)&0\leq x\leq L\\-{\frac {q}{8}}L(2L-x)+{\frac {q}{2}}x(3L-x)-qL^{2}&L\leq x\leq 2L\end{cases}}}

El máximo momento flector positivo se obtiene buscando los puntos para los cuales la derivada de la función anterior se anula {\displaystyle \scriptstyle x=3L/8} y {\displaystyle \scriptstyle x=13L/8} donde:

{\displaystyle M_{max}^{+}={\frac {9}{128}}qL^{2}\approx 0,0703qL^{2}}

Esfuerzos cortantes para viga continua de tres apoyos con carga continua. Los saltos en el diagrama coinciden con las reacciones.

Las reacciones en los apoyos pueden calcularse fácilmente mediante las ecuaciones (5):

{\displaystyle {\begin{cases}R_{A}={\cfrac {{\frac {-qL^{2}}{8}}-0}{L}}+{\cfrac {qL}{2}}={\cfrac {3qL}{8}}\\R_{B}=\left({\cfrac {0-{\frac {-qL^{2}}{8}}}{L}}+{\cfrac {qL}{2}}\right)+\left({\cfrac {0-{\frac {-qL^{2}}{8}}}{L}}+{\cfrac {qL}{2}}\right)={\cfrac {5qL}{8}}+{\cfrac {5qL}{8}}={\cfrac {5qL}{4}}\\R_{C}={\cfrac {{\frac {-qL^{2}}{8}}-0}{L}}+{\cfrac {qL}{2}}={\cfrac {3qL}{8}}\end{cases}}}

### Carga puntual en un vano

Viga continua de tres apoyos con carga puntual en el primer vano

Momentos flectores para viga continua de tres apoyos con carga puntual

- Viga continua con carga puntual en el primer vano, siendo las dos longitudes iguales, en este caso, reflejado en la figura de la derecha el teorema de los tres momentos lleva a:

{\displaystyle M_{A}L+2M_{B}(L+L)+M_{C}L=-6\left({\frac {\Omega _{AB}L}{2L}}+{\frac {\Omega _{BC}L}{2L}}\right)}

Teniendo en cuenta que en este caso {\displaystyle \scriptstyle M_{A}=M_{C}=0} por ser los extremos de la viga articulados, usando la fórmula de cálculo del áreas y distancias conveniente ({\displaystyle \scriptstyle \Omega _{AB}=FL^{2}/8,\ \Omega _{BC}=0}) y substituyendo en la ecuación anterior se tiene que:

{\displaystyle M_{B}=-{\frac {3FL}{32}}}

El momento flector máximo se da en el primer vano y puede ser calculado como:

{\displaystyle M_{max}={\frac {M_{B}}{2}}+{\frac {FL}{4}}=-{\frac {3FL}{64}}+{\frac {FL}{4}}=+{\frac {13FL}{64}}}

Esfuerzos cortantes para viga de tres apoyos con una carga puntual. Los saltos en el diagrama coinciden con las reacciones.

y el diagrama de momentos flectores es como el de la figura de la derecha. Las reacciones en los apoyos calculadas mediante las ecuaciones de (5):

{\displaystyle {\begin{cases}R_{A}={\cfrac {{\frac {-3FL}{32}}-0}{L}}+{\cfrac {F}{2}}={\cfrac {13F}{32}}\\R_{B}=\left({\cfrac {0-{\frac {-3FL}{32}}}{L}}+{\cfrac {F}{2}}\right)+\left({\cfrac {0-{\frac {-3FL}{32}}}{L}}+0\right)={\cfrac {19F}{32}}+{\cfrac {3F}{32}}={\cfrac {11F}{16}}\\R_{C}={\cfrac {{\frac {-3FL}{32}}-0}{L}}+0=-{\cfrac {3F}{32}}\end{cases}}}